# Knut Faldbakken

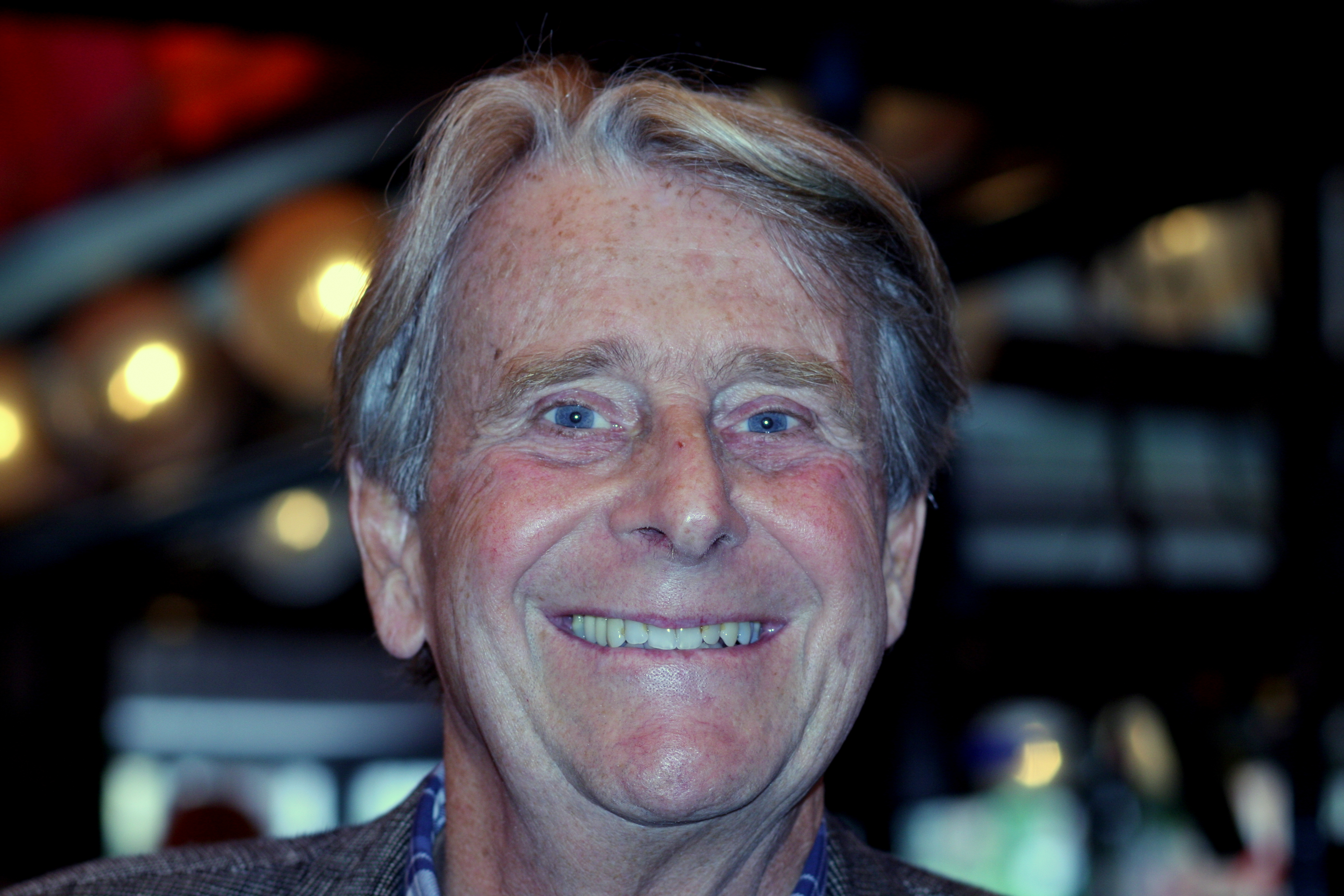
Knut Faldbakken 2011

Knut Faldbakken (Oslo, 1941) es un escritor noruego.

## Trayectoria
Estudió psicología en la Universidad de Oslo, para trabajar después como periodista. En París inició su carrera literaria, subsistiendo como peón, marinero y contable. Vivió durante diez años en el extranjero (Francia, Austria, Dinamarca, Yugoslavia, e Inglaterra) para luego volver a su país en 1975, donde trabajó como crítico literario en un periódico. Entre sus obras están La casa de su madre, Luna de miel, El diario de Adán, Descubrimiento del paraíso, Bad Boy y Allá va mi cuchillo.
Vive con su segunda mujer y sus cuatro hijos en una pequeña aldea del sur de Noruega.